# 莱蒙托夫斯基市镇
莱蒙托夫斯基市镇（俄语：Лермонтовское муниципальное образование）是俄罗斯联邦伊尔库茨克州奎屯区所属的一个市镇。其下辖有个居民点，行政中心为莱蒙托夫斯基。据2016年统计，该市镇的人口为1347人。